# Isabelle Lafon
Pour les articles homonymes, voir Lafon.
Œuvres principales
Igishanga
Insoumises
Les Imprudents
Je pars sans moi
Scènes principales
Théâtre Paris-Villette
Théâtre de la Colline
Isabelle Lafon est une comédienne et metteuse en scène française.

## Biographie

### Jeunesse et formation
Isabelle Lafon naît d'un père français et d'une mère d'origine russe et polonaise: Jeanne et Henri Lafon, tous deux professeurs de littérature. Elle est la sœur aînée de l'autrice Lola Lafon.  Elle passe une grande partie de sa jeunesse, d'abord quatre années en Bulgarie puis six en Roumanie à Bucarest, à l'époque du régime de Ceausescu ses parents étant enseignant dans ces pays. Elle revient l'été en France chez ses grands-parents.
Elle revient définitivement en France à 16 ans et s'inscrit en 1977 aux cours des Ateliers d'Ivry-sur-Seine d'Antoine Vitez, cours destinés aux amateurs et aux professionnels. « J’aimais l’idée que les deux soient réunis, et j’aimais Antoine Vitez, qui avait le don de vous rendre intelligent. » Elle se forme également auprès de Madeleine Marion, comédienne et pédagogue et entre à l’Ecole du cirque Fratellini 

### Les débuts
Isabelle Lafon commence sa carrière de comédienne en 1980 avec Tête d'or mis en scène par Daniel Mesguich, Huit heures à la fontaine mis en scène par Arlette Bonnard texte d'Alain Anjary, L'Afrique fantôme de Michel Leiris mis en scène par Thierry Bédard, Toute nudité sera châtiée de Nelson Rodrigues, mis en scène par Alain Ollivier, Les Cahiers brûlés d'après Lydia Tchoukovskaïa, mise en scène Marc-Henri Boisse.

### La mise en scène (depuis 2002)

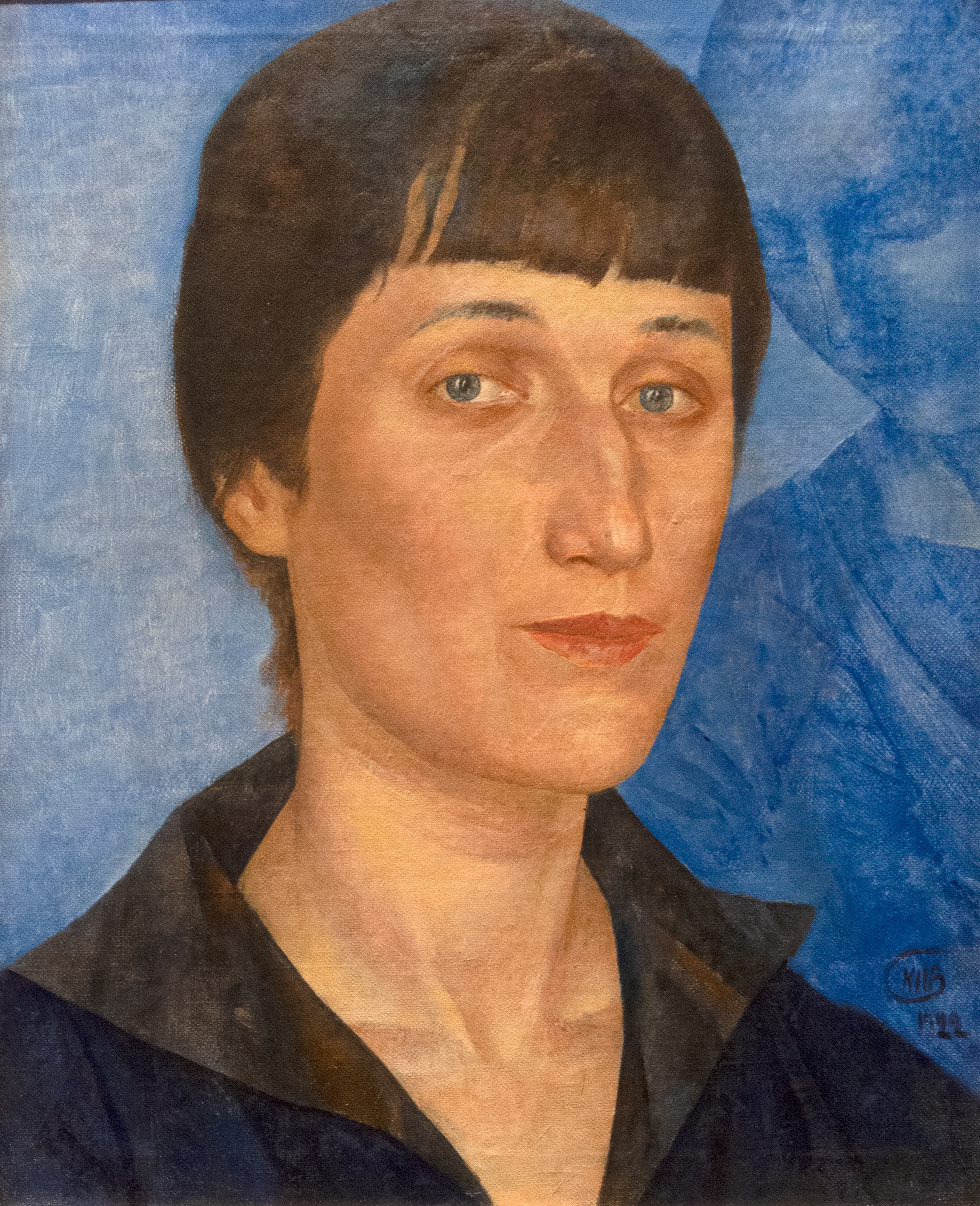
Portrait d'Anna Akhmatova par Kouzma Petrov-Vodkine (1922)

En 2002, Isabelle Lafon commence sa carrière de metteur en scène avec l'adaptation du livre de Jean Hatzfeld : Dans le nu de la vie. Récit des marais rwandais. « Un choc. Je croyais connaître le génocide des Tutsi par les Hutu, je le découvre ». De cette adaptation naît Igishanga au Théâtre Paris-Villette dans laquelle elle interprète une assistante sociale et une cultivatrice qui ont survécu au génocide rwandais,.
Avec sa compagnie Les Merveilleuses créée en 2007, elle met en scène au Théâtre Paris-Villette Journal d'une autre d'après Notes sur Akhmatova de Lydia Tchoukovsakaïa, puis en 2012 Une mouette d'après La Mouette de Anton Tchekhov avec quatre actrices : Norah Krief, Johanna Korthals, Judith Perillat et Gilberte de Poncheville. Dans une mise en scène minimaliste, sans décor ni costume, les actrices se tiennent debout « sur un même rang et face aux spectateurs. De bout en bout. Elles parlent mais aussi amorcent des gestes (mouvement du visage, des mains, des bras, parfois une torsion du pied, du buste). Aucun déplacement dans l’espace si ce n’est entre chaque acte, un pas collectif fait en avant. Il en résulte un étrange effet de loupe comme si le spectacle était une sonde qui parcourt et éclaire la pièce de l’intérieur. C’est saisissant » (L'Obs).

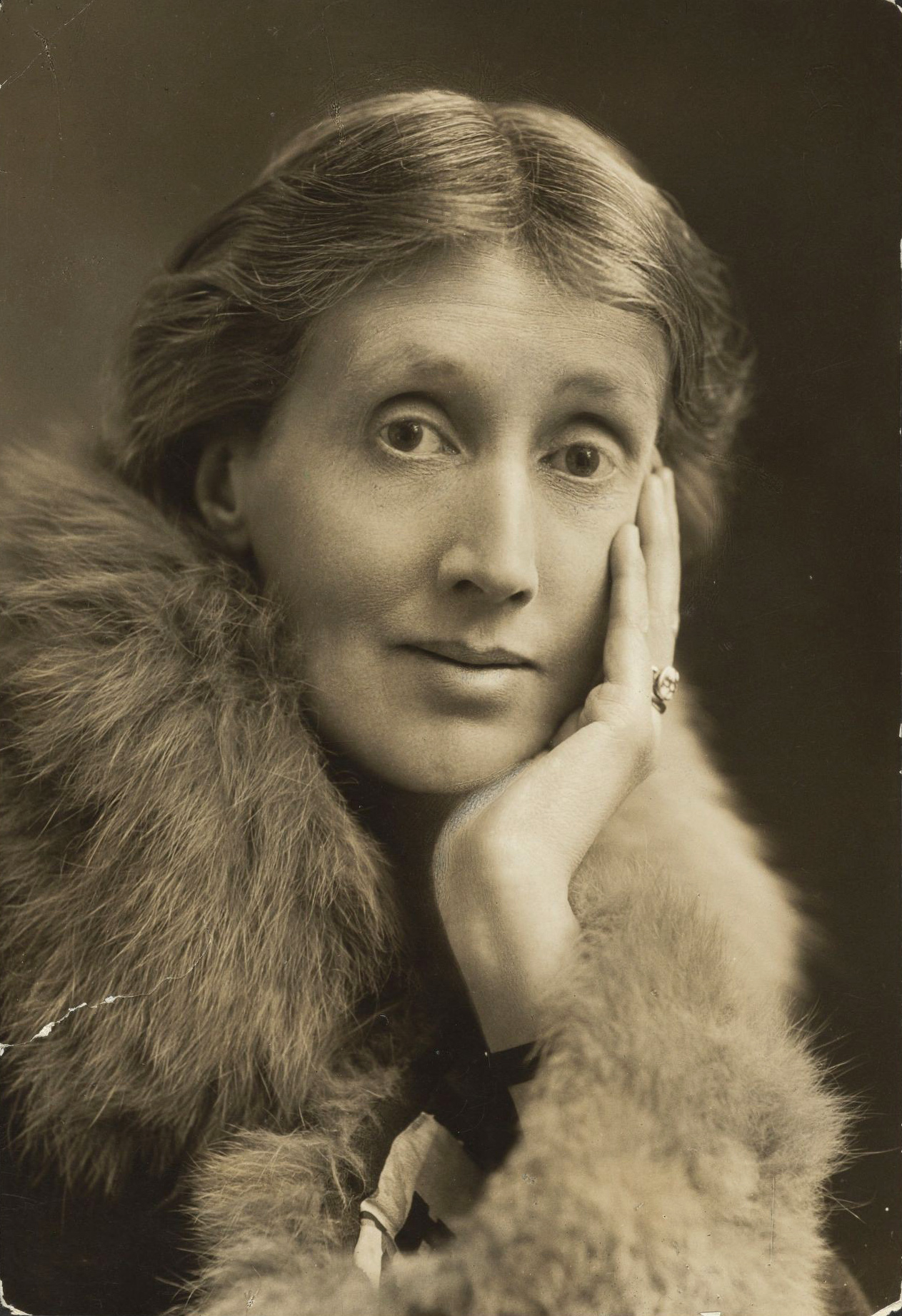
Virginia Woolf (1927)

En 2016, Isabelle Lafon présente Les Insoumises au Théâtre de la Colline, composé de trois pièces consacrées à trois figures féminines de la littérature du XXe siècle et s'entourant des comédiennes Johanna Korthals Altes et Marie Piemontese. « Nous découvrons des textes et des courants de pensées, dans une mise en espace sobre, presque sans décor. Le minimum de matériel et juste ce qui est nécessaire en éclairage, allant même jusqu'à faire participer le public, muni de lampes de poches. La prise de parole avant tout, du théâtre brut, à l'état pur » (Le HuffPost). La première pièce Deux ampoules sur cinq met en scène l'amitié de Lydia Tchoukovskaïa et de la poétesse russe Anna Akhmatova dans l'Union soviétique des années 40, basé sur le journal de Lydia. En 2007, Isabelle Lafon avait déjà mis en scène les deux personnages dans Le Journal d'une autre,. La deuxième pièce Let me try est consacrée à Virginia Woolf et son journal et la troisième pièce L'Opoponax de Monique Wittig qui raconte la scolarité de Catherine Legrand, chez des religieuses à la campagne.
En 2019, Isabelle Lafon crée Bérénice de Racine au Théâtre Gérard-Philipe dans un format de work in progress, sans décor, les acteurs travaillant autour d'une table, en costumes contemporains. La même année au Théâtre national de la Colline, elle écrit et met en scène Vues Lumière qui se déroule « dans un centre social de l’Est parisien où Georges, une femme qui travaille dans les jardins de la ville, décide de fonder un atelier de cinéma autogéré ».
En 2022 au théâtre de la Colline, elle raconte Marguerite Duras à travers des récits d'anonymes qui l'ont rencontrée. Pour ce spectacle intitulé Les Imprudents elle s'entoure des acteurs Johanna Korthals Altes et Pierre-Félix Gravière.
En 2023, Je pars sans moi est consacré à l’histoire de la folie, à partir notamment des textes du psychiatre Gaëtan Gatian de Clérambault,.

## Théâtre

### Comédienne
- 1980 : Tête d'or de Paul Claudel, mise en scène Daniel Mesguich, Théâtre Gérard-Philipe (Saint-Denis)
- 1982 : Huit heures à la fontaine d’Arlette Bonnard d'après Les Frères Grimm, mise en scène Alain Enjary, Théâtre du Val de Gally (Villepreux)
- 1989 : Lettres de la marquise de M*** au comte de R*** de Crébillon fils, mise en scène Isabelle Lafon, Festival du Jeune Théâtre d'Alès
- 1990 : Pathologie verbale III d'après Jean Paulhan, Michel Leiris, Roger Caillois et Ambrose Bierce, mise en scène Emmanuelle Rodrigues, Alain Neddam, Thierry Bédard, Théâtre de la Bastille
- 1991 : L'Afrique fantôme de Michel Leiris, mise en scène Thierry Bédard, Le Cargo (Grenoble)
- 1995 : Nuit bleue au cœur de l'ouest de James Stock, mise en scène Michel Cerda, Le Quartz (Brest), tournée
- 1999 : Toute nudité sera châtiée de Nelson Rodrigues, mise en scène Alain Ollivier, Studio-théâtre de Vitry-sur-Seine, Festival d'Avignon
- 2000 : Les Cahiers brûlés d'après Lydia Tchoukovskaïa, mise en scène Marc-Henri Boisse, Théâtre de la Tempête
- 2002 : Igishanga d’après Dans le nu de la vie. Récits des marais rwandais de Jean Hatzfeld, conception Isabelle Lafon, Théâtre Paris-Villette, tournée
- 2004 : La Chaise de paille de Sue Glover, mise en scène Guy-Pierre Couleau, Théâtre 13
- 2007 : Le Journal d'une autre d'après Anna Akhmatova et Lydia Tchoukovskaïa, adaptation et mise en scène Valérie Blanchon et Isabelle Lafon, Théâtre Paris-Villette, tournée
- 2009 : Les Possédés d'après Fiodor Dostoïevski, adaptation et mise en scène Chantal Morel, Théâtre Nanterre-Amandiers, tournée
- 2010 : Home d'après David Storey, adaptation Marguerite Duras, mise en scène Chantal Morel, Théâtre Nanterre-Amandiers, tournée
- 2011 : Phèdre le matin de et mise en scène Marie Piemontese, Théâtre de Brétigny-sur-Orge
- 2012 : Une mouette d'après Anton Tchekhov, adaptation et mise en scène Isabelle Lafon, Théâtre Paris-Villette, tournée
- 2014 : Deux ampoules sur cinq d'après Lydia Tchoukovskaïa, adaptation et mise en scène Isabelle Lafon, Théâtre Gérard-Philipe, tournée
- 2015 : L'Opoponax d’Isabelle Lafon, d'après Monique Wittig, Festival Off d'Avignon
- 2015 : Let Me Try d'après Virginia Woolf, (Journal intégral 1915-1941), adaptation et mise en scène Isabelle Lafon, Le Quartz (Brest), tournée
- 2015 : Nous demeurons d'après Gaëtan de Clérambault, Laurent Danon-Boileau, Michel Thévoz, Joyce McDougall, adaptation et mise en scène Isabelle Lafon, Le Quartz (Brest), tournée
- 2017 : Qui déplace le soleil de et mise en scène Marie Piemontese, Espace 1789 (Saint-Ouen)
- 2019 : Bérénice d'après Jean Racine, mise en scène Isabelle Lafon, Théâtre Gérard-Philipe, tournée
- 2019 : Vues Lumière, mise en scène Isabelle Lafon, Théâtre national de la Colline, tournée
- 2019 : Mort prématurée d'un chanteur populaire, mise en scène Wajdi Mouawad, Théâtre national de La Colline
- 2020 : Les Imprudents d'après Marguerite Duras, Théâtre national de la Colline, tournée
- 2023 : Je pars sans moi d'après Gaëtan de Clérambault et Fernand Deligny, mise en scène Isabelle Lafon, Théâtre national de la Colline, tournée
- 2024 : Cavalières  mise en scène Isabelle Lafon, Théâtre national de la Colline et tournée

### Metteur en scène
- 1989 : Lettres de la marquise de M*** au comte de R*** de Crébillon fils, Festival du Jeune Théâtre d'Alès
- 2002 : Igishanga d’après Dans le nu de la vie. Récits des marais rwandais de Jean Hatzfeld, Théâtre Paris-Villette, tournée
- 2007 : Le Journal d'une autre d'après Anna Akhmatova et Lydia Tchoukovskaïa, adaptation et mise en scène avec Valérie Blanchon, Théâtre Paris-Villette, tournée
- 2012 : Une mouette d'après Anton Tchekhov, Théâtre Paris-Villette, tournée
- 2014 : Deux ampoules sur cinq d'après Lydia Tchoukovskaïa, Théâtre Gérard-Philipe (Saint-Denis), tournée
- 2015 : L'Opoponax d'après Monique Wittig, Festival Off d'Avignon
- 2015 : Let Me Try d'après Virginia Woolf, (Journal intégral 1915-1941), Le Quartz (Brest), tournée
- 2015 : Nous demeurons d'après Gaëtan de Clérambault, Laurent Danon-Boileau, Michel Thévoz, Joyce McDougall, Le Quartz (Brest), tournée
- 2019 : Bérénice d'après Jean Racine, Théâtre Gérard-Philipe, tournée
- 2019 : Vues Lumière, Théâtre national de la Colline, tournée
- 2020 : Les Imprudents d'après Marguerite Duras, Théâtre national de la Colline, tournée
- 2023 : Je pars sans moi d'après Gaëtan de Clérambault et Fernand Deligny, Théâtre national de la Colline, tournée
- 2024 : Cavalières d'Isabelle Lafon, Théâtre national de la Colline

## Filmographie
- 2010 : Les Merveilleuses, court-métrage d'Isabelle Lafon

## Distinctions
- Prix du Syndicat de la critique 2024 : Prix de la meilleure création d'une pièce en langue française pour Cavalières[17]